# Elizabeth Gómez Alcorta
Elizabeth Victoria Gómez Alcorta (Boulogne, 18 de noviembre de 1972) es una abogada argentina, se desempeñó como ministra de las Mujeres, Géneros y Diversidad de Argentina entre 2019 y 2022.

## Biografía
Gómez Alcorta nació en la ciudad de Boulogne, provincia de Buenos Aires en 1972. Se recibió de abogada en la Facultad de Derecho de la Universidad de Buenos Aires,  y de especialista en Ciencia Política y Sociología en la Facultad Latinoamericana de Ciencias Sociales. También realizó los posgrados de Mediadora Nacional y de Especialista en Derecho Penal en esta última universidad.

## Trayectoria profesional
En el ámbito público fue oficial mayor rectora del Tribunal Oral en lo Criminal Federal n.º1 de San Martín entre 1999 y 2003, asesora del representante del Poder Ejecutivo Nacional del Consejo de la Magistratura de la Nación entre 2003 y 2006, secretaria de Primera Instancia dentro de las Unidades Fiscales del Ministerio Público Fiscal para las causas de violaciones a los Derechos Humanos durante el terrorismo de Estado y de delitos en narcotráfico y crimen organizado entre 2006 y 2008, y subcoordinadora del Programa Verdad y Justicia del Ministerio de Justicia y Derechos Humanos de la Nación entre abril de 2015 y febrero de 2016.
Es miembro de la comisión directiva del CELS y docente en la Facultad de Derecho de la Universidad de Buenos Aires. Es miembro fundadora de la Sociedad de Abogados de Derecho Indígena (AADI). Fue asesora judicial para el Ministerio de Justicia de la Nación, la Procuración del Tesoro de la Nación, el Honorable Senado de la Nación y el Honorable Senado de la Provincia de Buenos Aires.
Se desempeñó como abogada querellante en el caso de la apropiación de María Eugenia Sampallo Barragán, abogada querellante de Enrique de Pedro en la causa “Atlético-Banco-Olimpo” y representación de la querella de la Fundación Anahí en el Juicio Oral en la causa “Plan Sistemático de Apropiación de Bebés y Niños”, 2011/2012. En 2018 se conoció la sentencia a directivos de la Empresa Ford Motors Argentina en la que se desempeñó como abogada en representación de la querella de los extrabajadores de la empresa, siendo por primera vez condenados responsables civiles de la última dictadura.
También se desempeñó como abogada de Milagro Sala y de Fernando Esteche
En 2017 comenzó a participar de la política como precandidata a diputada nacional por la Ciudad de Buenos Aires en la lista Ahora Buenos Aires, dentro del frente Unidad Porteña. Es militante de la organización popular VAMOS que desde 2018 forma parte del Frente Patria Grande.
En diciembre de 2019, fue designada por Alberto Fernández como Ministra de Mujeres, Géneros y Diversidad de la Nación Argentina. Como Ministra desarrolló políticas públicas nacionales en materia de políticas de género, igualdad y diversidad. Desde el Ministerio también desarrolló como uno de sus ejes principales la prevención y erradicación de las violencias de género, con enfoque en la asistencia a las víctimas. El segundo eje se enfoca en las políticas públicas nacionales destinadas a impulsar la impulsar la autonomía de las mujeres y las personas LGTBI+.